# L'Amour en vacances
Pour plus de détails, voir Fiche technique et Distribution.
L'Amour en vacances (titre original : Urlaubsreport – Worüber Reiseleiter nicht sprechen dürfen) est un film allemand réalisé par Ernst Hofbauer, sorti en 1971.
Il appartient au genre Report-Film (de), des faux documentaires de sexploitation.

## Synopsis
Réunis en congrès, des moniteurs d'agences de voyages s'échangent des anecdotes sur les écarts de conduite de vacanciers dont ils ont organisé les loisirs : les frasques de jeunes touristes allemandes en Espagne, les mésaventures d'un couple d'âge mûr venu suivre une cure en Bavière, l'auto-stop, les manœuvres de séduction vers des jeunes femmes.

## Fiche technique
- Titre original : Urlaubsreport – Worüber Reiseleiter nicht sprechen dürfen
- Titre français : L'Amour en vacances
- Réalisation : Ernst Hofbauer assisté de Walter Boos (de)
- Scénario : Günther Heller
- Musique : Fred Strittmatter (de), Peter Thomas
- Photographie : Giorgio Tonti
- Montage : Herbert Taschner (de)
- Production : Wolf C. Hartwig
- Société de production : Rapid Film
- Société de distribution : Constantin Film
- Pays de production :  Allemagne de l'Ouest
- Langue : Allemand
- Format : Couleur - 1,66:1 - mono - 35 mm
- Genre : Érotique
- Durée : 96 minutes
- Dates de sortie :
  - Allemagne de l'Ouest : 8 octobre 1971.
  - Japon : 22 avril 1972.
  - Pays-Bas : 3 août 1972.
  - France : 8 novembre 1972[2].

## Distribution
- Sybil Danning : Ina, l'auto-stoppeuse
- Astrid Frank : Andrea
- Werner Abrolat (de) : Wieland
- Laurence Bien : Miguel
- Josef Fröhlich (de) : Ignaz Schneider, l'aumônier
- Max Grießer (de) : Xaver
- Wolf Harnisch (de) : Fred
- Hans Hass jr. (de) : Maxl
- Helen Vita : Gita Mitterer
- Ralf Wolter : Horst-Dieter Mitterer
- Evelyne Traeger : Renate Wiesbeck
- Ingo Baerow (de) : Steinlechner
- Nadine de Rangot : Karla
- Karin Götz : la nièce blonde de tante Paula
- Gernot Möhner : Franz
- Josef Moosholzer (de) : l'aubergiste, où Ina séjourne avec Jürgen
- Juliane Rom-Sock : Helga
- Marianne Sock : Helga
- Véronique Vendell : la danseuse à la table à la soirée après-ski
- Horst Heuck : Jurgen
- Monika Rohde : Puppi
- Elisabeth Volkmann
- Margot Mahler (de)
- Jochen Mann
- Michael von Harbach